# Bezouce
Bezouce är en kommun i departementet Gard i regionen Occitanien i södra Frankrike. Kommunen ligger i kantonen Marguerittes som tillhör arrondissementet Nîmes. År 2022 hade Bezouce 2 341 invånare.

## Befolkningsutveckling
Antalet invånare i kommunen Bezouce
Referens:INSEE